# 王煜
王煜，中华人民共和国教育部长江学者讲座教授，香港科技大学机械及航空航天工程学系教授，主要从事机器人、结构拓扑优化及智能制造研究。

## 生平
王煜先后毕业于西安交通大学、宾夕法尼亚州立大学、卡内基-梅隆大学；先后任教于马里兰大学、新加坡国立大学、香港科技大学、莫纳士大学。

## 社会兼职
- 美国机械工程师学会会士
- 香港工程师学会会士[2]